# モノアイ/空い赤
『モノアイ/空い赤』は100sの6枚目のシングルである。2009年5月27日発売。

## 解説
- CD+DVD、CDのみの2形態での発売となった。DVDにはモノアイのPVを収録。
- PVには麻生久美子、ノゾエ征爾が出演している。監督は「そりゃそうだ」同様、映画監督の横浜聡子が担当。

## 収録曲
1. モノアイ (4:15)
（作詞・作曲：中村一義　編曲：100s）
2. 空い赤 (5:02)
（作詞・作曲：中村一義　編曲：100s）